# Bulverde (hardware)
Bulverde è il nome in codice della seconda evoluzione del processore XScale, sviluppato da Intel per i computer palmari e gli smartphone; era stato annunciato la prima volta a settembre 2003 ed è stato poi presentato il 13 aprile 2004. Facendo parte della famiglia XScale si trattava ancora di un processore non compatibile con l'architettura X86.
Bulverde era un componente chiave della Intel Personal Internet Client Architecture (Intel PCA), ovvero la specifica di sviluppo del produttore statunitense per la progettazione di dispositivi wireless che combinano funzionalità per le comunicazioni vocali e accesso a Internet.

## Caratteristiche tecniche
Rispetto alla prima generazione di processori XScale, Bulverde portava con sé tutta una serie di innovazione tecnologiche miranti a rendere più veloci e flessibili nell'uso multimediale tutti i nuovi tipi di dispositivi basati sulla nuova CPU, grazie anche al fatto che erano disponibili diversi modelli con clock che partiva da 312 MHz, per raggiungere al massimo i 624 MHz, senza però per questo penalizzare l'autonomia di esercizio.
Nelle intenzioni del produttore infatti, Bulverde avrebbe dovuto accelerare la convergenza fra telefoni cellulari e PDA, oltre a ridurre progressivamente il divario prestazionale fra tali dispositivi e i comuni notebook.

### Tecnologie implementate
Per ottenere i risultati che si era prefissa, Intel ha portato nel nuovo progetto Bulverde alcune tecnologie utilizzate nei chip per PC portatili. Tutti i nuovi prodotti integravano la nuova tecnologia Wireless MMX, un adattamento del noto set di istruzioni MMX presenti da anni in tutti gli altri processori Intel e che consentiva la riproduzione di video di qualità elevata e di giochi 3D anche su questo tipo di dispositivi; infatti la presenza delle istruzioni MMX consentiva di ottenere le stesse prestazioni a velocità di clock più basse, preservando di conseguenza la durata delle batterie. In aggiunta a questo, un'altra tecnologia chiave introdotta con Bulverde era una variante di quella pensata per il risparmio energetico SpeedStep e chiamata Wireless SpeedStep, che era in grado di gestire dinamicamente il clock e il voltaggio della CPU per diminuire i consumi (fino al 50%) quando non è richiesta tutta la potenza di elaborazione. Si tratta di una soluzione più evoluta rispetto alla precedente Intel Dynamic Voltage Management nella prima generazione XScale, in quanto prevede 3 nuovi stati a basso consumo: "Deep Idle", "Standby" e "Deep Sleep".

#### Funzionalità legate alla sicurezza
I miglioramenti di Bulverde non si fermavano qui, dato che esso era in grado anche di accelerare in hardware alcune delle più diffuse applicazioni di sicurezza, quali SSL, VPN e firma digitale, oltre che del codice IMEI nei sistemi telefonici. Queste caratteristiche che Intel raccoglieva sotto il nome di "Security Engine" si avvantaggiavano proprio della presenza della tecnologia Wireless MMX ed era anche in grado di fornire un accesso più sicuro alla memoria e impedire l'esecuzione di applicazioni e script potenzialmente pericolosi, sebbene fosse richiesto il supporto da parte del sistema operativo.
Al momento del lancio era stato presentato solo il modello base da 312 MHz, mentre i modelli più potenti (416 MHz, 520 MHz e 624 MHz) sono arrivati progressivamente nei mesi successivi.

## Confronto con la precedente generazione
Secondo Intel l'adozione della nuova tecnologia Wireless MMX forniva, con le applicazioni ottimizzate, miglioramenti prestazionali notevoli rispetto ai processori della prima generazione. Ad esempio il modello più economico di Bulverde (da 312 MHz) era in grado di offrire le stesse prestazioni di un PXA 255 da 520 MHz, mentre un modello intermedio (416 MHz) sarebbe stato simile ad un ipotetico processore da 624 MHz della precedente generazione, che in realtà non è mai stato presentato, dato che questa si fermava a 400 MHz. Infine il modello di punta della serie Bulverde (624 MHz) sarebbe pari ad un vecchio XScale portato a 775 MHz.
L'abbinamento delle due tecnologie chiave di Bulverde, vale a dire Wireless MMX e SpeedStep consentivano al PXA270, confrontato con il PXA262, di aumentare l'autonomia del dispositivo fino al 42% durante la riproduzione di brani MP3, fino al 77% nella riproduzione dei video QVGA (320x240 pixel) e 63% nella codifica di tali video. Infine, era possibile raggiungere i 24 fps (invece dei 17 fps del modello precedente) durante le videoconferenze, il tutto consumando la stessa quantità di energia.

## Nuovo processore grafico: Marathon
Contestualmente al lancio di Bulverde, Intel ha annunciato anche un nuovo processore grafico commercializzato con il nome di Intel 2700G, ma conosciuto con il nome in codice Marathon, che è poi arrivato sul mercato nell'autunno successivo. Era un chip in grado di supportare video MPEG-4 a 30 fps e Windows Media Video a 640x480, oltre che MPEG-2 a 720x480 sempre a 30 fps. Marathon era anche in grado di generare 150.000 pixel al secondo in ambito 2D e ben 970.000 poligoni al secondo in ambito 3D. Infine per quanto riguarda il trattamento di immagini scattate dalle fotocamere integrate nei dispositivi, era possibile gestire foto fino a 4 MPx. Il chip, il cui consumo di picco era di 100 mW, poteva anche interfacciarsi a moduli GPS e adattatori Wi-Fi.

## Possibile variante per cellulari
Ad aprile 2006 Intel aveva dichiarato di essere al lavoro su una nuova piattaforma per cellulari che avrebbe fatto gola ad un mercato più ampio di quelli degli smartphone.
Si sarebbe dovuto trattare di una soluzione che comprendeva un processore per le comunicazioni (Xscale PXA900 con core Hermon) e un processore separato (Xscale PXA270 con core Bulverde), uniti in un singolo chip dal nome in codice Tavor.

## L'abbandono dell'intero progetto XScale
Il 5 giugno 2006 Intel ha dichiarato, per voce del CEO Pat Gelsinger, di aver interrotto lo sviluppo di tutti i progetti appartenenti alla famiglia XScale per aderire alla recente politica di ristrutturazione interna dell'azienda, mirante al taglio degli investimenti nei settori meno redditizi. Malgrado la validità del progetto infatti, Intel non è mai riuscita a "sfondare" anche in questo settore tuttora dominato dalle soluzioni di Texas Instruments, forse anche a causa della incompatibilità con il mondo x86.
Un mese dopo l'intera divisione XScale della Intel è stata venduta ad uno dei suoi partner, la Marvell Technology Group per 600 milioni di dollari, che ha dichiarato di voler continuare lo sviluppo di questa famiglia di processori. Di conseguenza anche la produzione di Bulverde è passata nelle mani della nuova compagnia.

## Il successore
Dopo la vendita della divisione XScale a Marvell, sembrava che lo sviluppo del successore di Bulverde, conosciuto come Monahans fosse compromesso, ma agli inizi del 2007 proprio Marvell ha presentato i nuovi prodotti basati sulla generazione successiva.